# Carmen Beceiro
Carmen Beceiro (Fene, La Coruña) fue una escritora gallega de la segunda mitad del siglo XIX.

## Trayectoria
Hija de Manuel Beceiro Freire, capataz mayor.Se casó con Eduardo Pato Martínez y fue conocida como Carmen Beceiro de Pato.
Es autora de tres novelas escritas en españolː El marino (segunda edición de 1887), La bella aldeana (1889) y La sortija del negro (1890). También escribió un libro de poemas titulado Zarzamoras (1890). Colaboró en El Fin del Siglo, El Compostelano, Galicia Recreativa, Revista Gallega y La Ilustración Ibérica y El Camarada (de Barcelona). Fue nombrada académica correspondiente de la Real Academia Gallega en 1906.

## Obra
- El marino (novela; segunda edición de 1887)[3]
- La bella aldeana (novela; 1889)[3]
- La sortija del negro (novela; 1890)
- Zarzamoras (poesía; 1890)